# NGC 7172
NGC 7172 ist eine Spiralgalaxie mit aktivem Galaxienkern vom Hubble-Typ Sa im Sternbild Südlicher Fisch. Sie ist schätzungsweise 118 Millionen Lichtjahre von der Milchstraße entfernt und hat einen Durchmesser von etwa 85.000 Lichtjahren. 
Gemeinsam mit NGC 7173, NGC 7174 und NGC 7176 bildet sie die Hickson Compact Group 90.
Das Objekt wurde am 23. September 1834 von dem britischen Astronomen John Herschel entdeckt.